# Arisaema sazensoo
Arisaema sazensoo är en kallaväxtart som först beskrevs av Carl Ludwig von Blume, och fick sitt nu gällande namn av Tomitaro Makino. Arisaema sazensoo ingår i släktet Arisaema och familjen kallaväxter. Inga underarter finns listade.